# 爆炸原理
爆炸原理（principle of explosion, "from falsehood, anything (follows)"），是经典逻辑中實質條件陈述从矛盾中可以得出任何事物的规则。用更加形式化的术语，从形如 P ∧ ¬P 的命题可以推导出任何任意的 Q (ex contradictione quodlibet (ECQ))。 “爆炸”指称接受一个单一的矛盾到一个系统中会导致整体定理的“爆炸”。
{\displaystyle (P\land \lnot P)\rightarrow Q}
除了矛盾平常的一目了然的不真实性之外，这是对在形式系统中不允许 P ∧ ¬P 为真的主要逻辑论证: 在其中任何任意的公式都是定理的系统是瑣碎的。所以爆炸原理证明了无矛盾律的正当性。

## 证明
爆炸基于析取，就是对应于英语的“或”的逻辑算子的一些基本形式性质。考虑下列证明：
| 步骤 | 命题                    | 推论             |
| ---- | ----------------------- | ---------------- |
| 1    | {\displaystyle P}       | 假定             |
| 2    | {\displaystyle \neg P}  | 假定             |
| 3    | {\displaystyle P\lor Q} | 析取介入 (1)     |
| 4    | {\displaystyle Q}       | 选言三段论 (3,2) |

以說謊者悖論例子：
| (1) 這個語句為真 ∧ ¬這個語句為真 | 假定                       |
| (2) 這個語句為真                 | 通过 (1) 和合取除去        |
| (3) 這個語句為真 ∨ 豬會飛        | 通过 (2) 和析取介入        |
| (4) ¬這個語句為真                | 通过 (1) 和合取除去        |
| (5) 豬會飛                       | 通过 (3)、(4) 和选言三段论 |

次协调逻辑拒绝上述推理，通常声称要么析取介入要么选言三段论是无效的。一个特定的次协调逻辑双面真理，为了接受 P ∧ ¬P 的特定实例而拒绝这种论证。